# Fritz Vögtle
Fritz Vögtle (* 8. März 1939 in Ehingen (Donau); † 3. Januar 2017) war ein deutscher Chemiker.

## Leben und Werk

Ein photoschaltbares Catenan, 1993

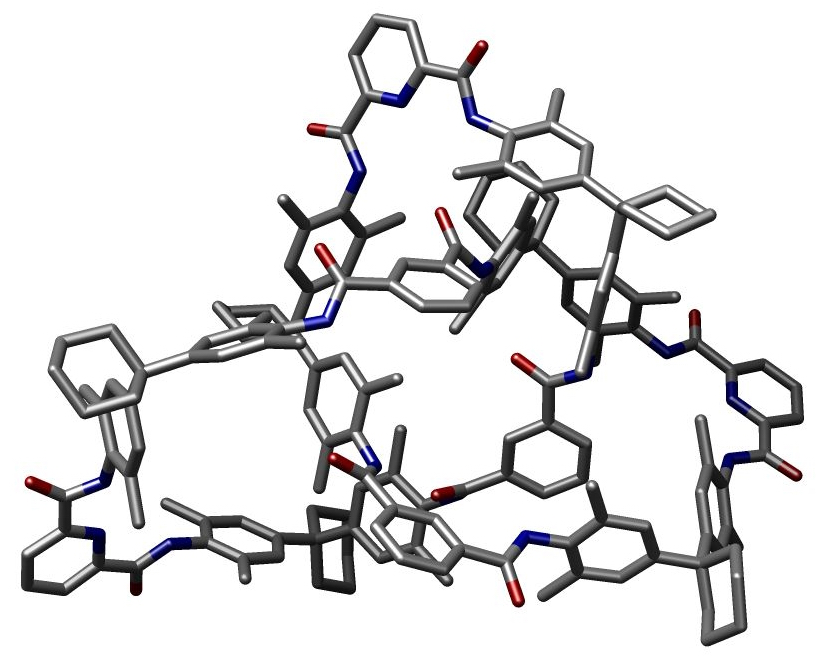
Ein molekularer Knoten, 2000

Vögtle studierte ab 1958 Chemie an der Universität Freiburg. 1960 wechselte er als Student der Chemie und Medizin an die Universität Heidelberg, wo er 1963 sein Diplom ablegte. Schon zwei Jahre darauf wurde er bei Heinz A. Staab mit einer Arbeit über Schiff-Basen zum Dr. rer. nat. promoviert. Auch seine Habilitation (1969) über sterische Wechselwirkungen im Inneren cyclischer Verbindungen wurde von Staab betreut. 1970 wurde Vögtle Professor an der Universität Würzburg. Als Professor und Direktor des Kekulé-Instituts für Organische Chemie und Biochemie wechselte er 1975 an die Universität Bonn, wo er 2006 emeritiert wurde. Eine Gastprofessur führte ihn 1986 an die Universität Barcelona.
Vögtle arbeitete auf dem Gebiet der Organischen Chemie. Bereits in seiner Habilitationsschrift gelang es ihm 1969, die Größe und den Raumbedarf von Substituenten zu bestimmen. Dazu nutzte er verschiedene Phane, die er mit der Kernspinresonanzspektroskopie untersuchte. Später beschäftigte er sich auch mit anderen Stoffgruppen der supramolekularen Chemie, so mit einlagerungsfähigen Hohlraummolekülen, Siderophoren, Kronenether sowie Krakenverbindungen und schuf die ersten Dendrimeren. Daneben beschäftigte er sich mit Molekularen Knoten: 1992 gelang ihm die einstufige Synthese eines vierfach funktionalisierten Catenans und 1997 die Synthese eines brezelförmigen Moleküls, eines „Brezelans“. Durch die Nutzung von Template-Effekten konnte er Rotaxane erstmals in größeren Mengen herstellen und 1995 die ersten Rotaxane auf Amidbasis gewinnen. Außerdem befasst er sich mit organischer Stereochemie, Chiralität, Helizität und mit Geräteneuentwicklungen (Glasapparaturen, Schablonen, Stereoskope) sowie Nomenklatur.
1970 heiratete er die promovierte Medizinerin Ute Dietlind geb. Junkert. Seine Hobbys waren Fotografie, Tauchen und Malerei.

## Veröffentlichungen
Vögtle veröffentlichte rund 750 Fachpublikationen. Außerdem sind unter seiner Anleitung mehr als 270 Dissertationen entstanden. Daneben war er an 24 Patenten und Gebrauchsmustern auf verschiedenen Gebieten der Chemie und Technik beteiligt.
- Darstellung und thermische Valenzisomerisierung zweifacher Schiff’scher Basen von 1,2-Diaminen. Protonenresonanz-Untersuchungen zur syn-anti-Isomerie bei Schiff’schen Basen. Dissertation, Heidelberg 1965, DNB 481271031 (Dissertation Naturwissenschaftlich-mathematische Abteilung Universität Heidelberg, 19. Mai 1965, 119 gezeichnete Blätter mit eingeklemmten Abbildungen, Maschinenschrift vervielfältigt).
- Sterische Wechselwirkungen im Innern cyclischer Verbindungen. Synthese und Protonenresonanz neuer „Phane“. Habilitationsschrift, Heidelberg 1969, DNB 482083522 (Habilitation Naturwissenschaftlich-mathematische Fakultät Universität Heidelberg, 29. November 1969, 167 gezeichnete Blätter, Maschinenschrift vervielfältigt).
- Hans Rudolf Christen und Fritz Vögtle: Organische Chemie. Von den Grundlagen zur Forschung. 3 Bände, Salle [u. a.], Frankfurt am Main [u. a.] 1988–1994, ISBN 3-7935-5397-3, ISBN 3-7935-5398-1, ISBN 3-7935-5498-8.
- Hans Rudolf Christen und Fritz Vögtle: Grundlagen der Organischen Chemie. 2. Auflage, Salle [u. a.], Frankfurt am Main, 1998, ISBN 3-7935-5399-X.
- Hans Rudolf Christen und Fritz Vögtle: Grundlagen der Organischen Chemie. Aufgaben und Lösungen. Salle [u. a.], Frankfurt am Main [u. a.] 1990, ISBN 3-7935-5499-6.
- Fritz Vögtle: Thomas Alva Edison. In Selbstzeugnissen und Bilddokumenten. Rowohlt, Reinbek bei Hamburg, 1982 (= Rowohlts Monographien, Band 305), ISBN 3-499-50305-0
- Fritz Vögtle: Alfred Nobel. Mit Selbstzeugnissen und Bilddokumenten. Rowohlt, Reinbek bei Hamburg 1983 (= Rowohlts Monographien, Band 319), ISBN 3-499-50319-0.
- Fritz Vögtle: Marie Curie. Mit Selbstzeugnissen und Bilddokumenten. Rowohlt, Reinbek bei Hamburg 1988 (= Rowohlts Monographien, Band 417), ISBN 3-499-50417-0.
- F. Vögtle, J. Franke, W. Bunzel, A. Aigner, D. Worsch, K.-H. Weißbarth: Stereochemie in Stereobildern. VCH-Verlag, Weinheim [u. a.] 1987, ISBN 3-527-26520-1.
- Fritz Vögtle: Supramolekulare Chemie. Teubner, Stuttgart 1989, ISBN 3-519-03502-2
- Fritz Vögtle: Reizvolle Moleküle der Organischen Chemie. Teubner, Stuttgart 1989, ISBN 3-519-03503-0.
- Fritz Vögtle: Cyclophan-Chemie. Teubner, Stuttgart 1990, ISBN 3-519-03508-1.
- George R. Newkome, Charles N. Moorefield und Fritz Vögtle: Dendritic Molecules. Concepts, Synthesis, Perspectives. VCH, Weinheim [u. a.] 1996, ISBN 3-527-29325-6.
- George R. Newkome, Charles N. Moorefield und Fritz Vögtle: Dendrimers and Dendrons. Concepts, Syntheses, Applications. Wiley-VCH, Weinheim [u. a.] 2001, ISBN 3-527-29997-1.
- Fritz Vögtle, Gabriele Richardt und Nicole Werner: Dendritische Moleküle. Konzepte, Synthesen, Eigenschaften, Anwendungen. Teubner, Wiesbaden 2007, ISBN 978-3-8351-0116-6.

## Auszeichnungen
- 1973 Dozentenpreis (Fonds der Chemischen Industrie)
- 1990 Literaturpreis für Supramolecular Chemistry (Fonds der Chemischen Industrie)
- 1993 Lise-Meitner-Alexander-von-Humboldt-Preis (Israelisches Wissenschaftsministerium)
- 1999 International Izatt-Bradshaw-Christensen Award for Macrocyclic Chemistry (USA)
- 2000 Ehrendoktorwürde der Universität Jyväskylä
- 2003 Adolf-von-Baeyer-Denkmünze (Gesellschaft Deutscher Chemiker)

## Mitgliedschaften
- Gesellschaft Deutscher Chemiker
- American Chemical Society
- Schweizerische Chemische Gesellschaft